# Lalinovac
Lalinovac (em cirílico: Лалиновац) é uma vila da Sérvia localizada no município de Lebane, pertencente ao distrito de Jablanica, na região de Jablanica. A sua população era de 155 habitantes segundo o censo de 2002.

## Demografia
| 1948 | 1953 | 1961 | 1971 | 1981 | 1991 | 2002 | 2011 |
| ---- | ---- | ---- | ---- | ---- | ---- | ---- | ---- |
| 605  | 684  | 635  | 543  | 410  | 359  | 250  | 155  |